# Цефтаролін
Цефтаролін — антибіотик з групи цефалоспоринів V покоління для парентерального застосування. Цефтаролін розроблений американською компанією «Forest Laboratories», а випускається по ліцензії японської компанії «Takeda» під торговельними марками «Зінфоро» і «Тефларо».

## Фармакологічні властивості
Цефтаролін- антибіотик широкого спектра дії. Препарат діє бактерицидно, порушуючи синтез клітинної стінки бактерій. Проявляє активність щодо наступних збудників: стрептококів, стафілококів, Haemophilus spp., клебсієли, Escherichia coli, Morganella morganii. Нечутливими до препарату є клостридії, Proteus vulgaris, Proteus mirabilis, мікоплазми, хламідії, легіонелли, пептостептококи, туберкульозна паличка, малочутливим до антибіотика є Pseudomonas aeruginosa.

### Фармакодинаміка
Після внутрішньовенного введення цефтаролін рівномірно розподіляється в організмі, препарат погано зв'язується з білками плазми крові. Дани за проникнення через гематоенцефалічний бар'єр, плацентарний бар'єр та виділення в грудне молоко відсутні. Цефтаролін метаболізується в печінці з утворенням неактивних метаболітів. Цефтаролін виводиться з організму переважно із сечею у вигляді неактивних метаболітів, частково виводиться із калом. Період напіввиведення препарату становить 2,5 години, цей час може збільшуватись при нирковій недостатності.

## Показання до застосування
Цефтаролін застосовують при лікуванні інфекцій, викликаних чутливими до препарату збудниками — ускладнених інфекцій шкіри і підшкірної клітковини та негоспітальній пневмонії.

## Побічна дія
При застосуванні цефтароліну спостерігають наступні побічні реакції:
- Алергічні реакції — часто (1—10 %) висипання на шкірі, свербіж шкіри, гарячка; нечасто (0,1—1 %) кропив'янка, анафілактичний шок.
- З боку травної системи — часто (1—10 %) нудота, блювання, діарея; нечасто (0,1—1 %) псевдомембранозний коліт, гепатит.
- З боку нервової системи — часто (1—10 %) головний біль, запаморочення; нечасто (0,1—1 %) судоми.
- З боку серцево-судинної системи — часто (1—10 %) брадикардія; нечасто (0,1—1 %) тахікардія.
- Зміни в лабораторних аналізах — часто (1—10 %) гіпокаліємія, гіперглікемія, підвищення активності амінотрансфераз; нечасто (0,1—1 %) гіперкаліємія, анемія, еозинофілія, тромбоцитопенія, нейтропенія, подовження протромбінового часу, збільшення МНВ, збільшення концентрації креатиніну в крові.
- Місцеві реакції — часто (1—10 %) болючість або еритема в місці введення, флебіт.

## Протипокази
Цефтаролін протипоказаний при підвищеній чутливості до β-лактамних антибіотиків. З обережністю застосовується препарат при вагітності, годуванні грудьми, при нирковій недостатності.

## Форми випуску
Цефтаролін випускається у вигляді порошку в флаконах для ін'єкцій по 0,6 г.